# I Grupa Lotnicza
I Grupa Lotnicza – jednostka lotnictwa wojskowego utworzona na mocy rozkazu z dnia 20 grudnia 1918 roku z siedzibą w Warszawie. Pierwszym dowódcą Grupy był kpt. pil. Roman Florer.

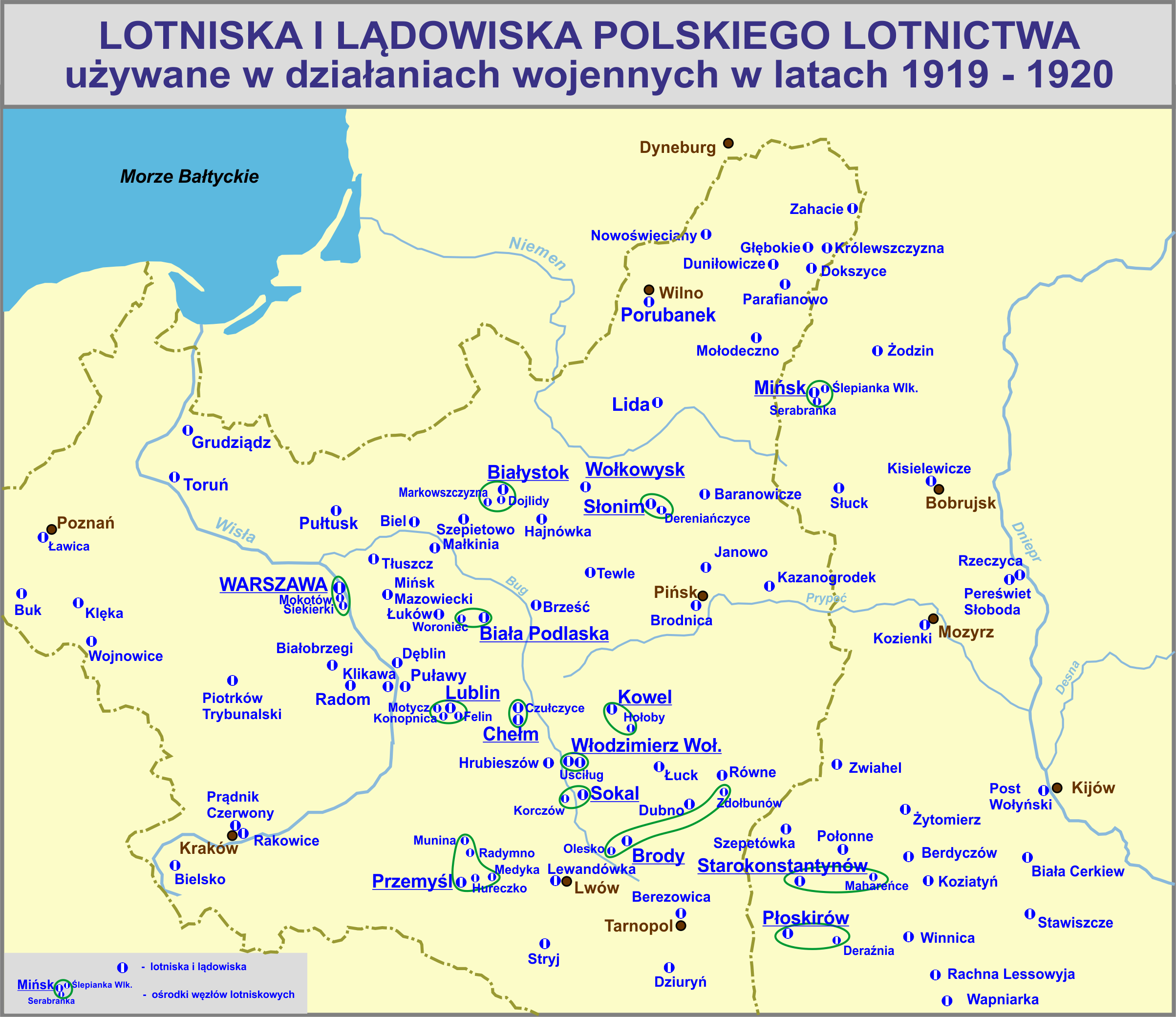

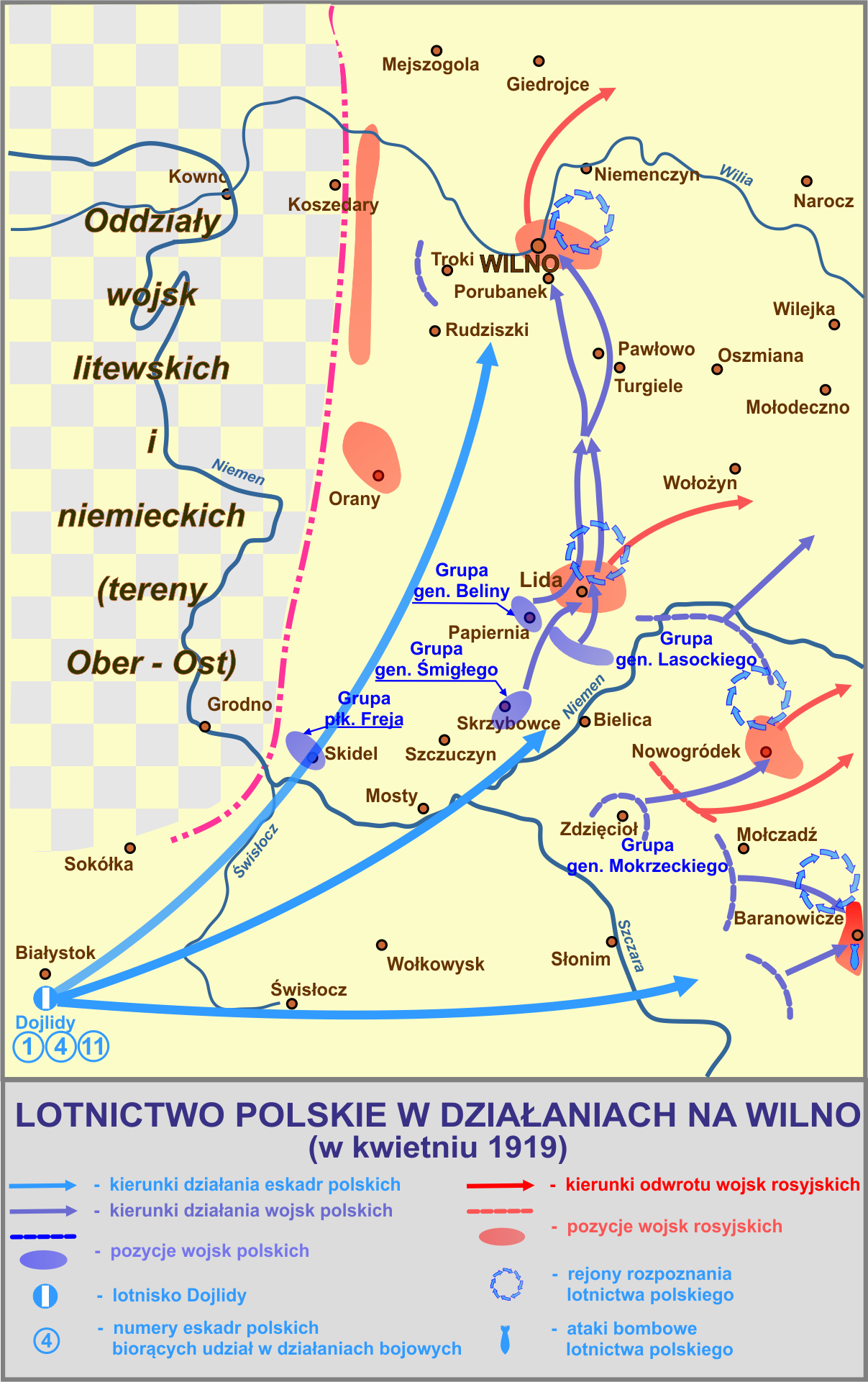

## Historia
Rozkazem Szefa Sztabu Generalnego nr 66 l.dz. 04159 z 20 grudnia 1918 powołano Dowództwo Wojsk Lotniczych z ppłk. pil. Hipolitem Łossowskim na czele, któremu podporządkowano między innymi Dowództwo I Grupy Lotniczej z m.p. Warszawa. Grupa obejmowała następujące Okręgi Generalne: warszawski, lubelski, kielecki, łódzki i posiadała w dyspozycji: 1 lotniczy batalion uzupełnień, 1 ruchomy park lotniczy oraz 1 eskadrę lotniczą w Warszawie i 2 eskadrę lotniczą w Lublinie.
Grupa lotnicza była organem dowódczym i organizacyjnym.
W skład dowództwa grupy lotniczej wchodził: dowódca, oficer sztabu, adiutant, referent do spraw technicznych oraz 9 podoficerów lub pracowników cywilnych.
Rozkazem MSWojsk. z 6 września 1919 wprowadzono nowy etat dowództwa grupy. Liczba personelu pomocniczego została w nim znacznie zwiększona.
W kwietniu 1919 roku, I Grupa składająca się z trzech eskadr 1., 4. i 11., rozpoczęła działania bojowe. Operując z lotniska Dojlidy koło Białegostoku, wspierała akcję Dywizji Litewsko-Białoruskiej na Lidę i Baranowicze. Jej 8 eskadra lotnicza skierowana została do Brześcia nad Bugiem, skąd działała na rzecz dowódcy Grupy Poleskiej gen. Listowskiego. W tym czasie dowódcą I Grupy Lotniczej był mjr pil. Aleksander Serednicki.
Wszystkie sformowane w Warszawie eskadry lotnicze były słabo wyposażone w sprzęt lotniczy i służyło w nich niewielu pilotów. Zgodnie z etatem w każdej eskadrze powinno być sześć samolotów. Tymczasem tyle w chwili wylotu na front miała tylko 1 eskadra (trzy Albatros C.III, dwa Albatros C.X, jeden Hannover Roland CLII) 4 eskadra miał pięć (trzy Hannover Roland CLII, jeden Albatros C.III, jeden Albatros D.III). W składzie 8 eskadry były cztery samoloty (dwa Hannover Roland CLII, dwa Albatros D.II), natomiast 11 eskadra nie miała żadnego samolotu (ale służył w niej jeden pilot).
Eskadry I Grupy Lotniczej wzięły udział w tzw. operacji wileńskiej, zapoczątkowanej 16 kwietnia 1919 roku. Następnie stacjonujące w Wilnie eskadry I Grupy Lotniczej wykonywały systematyczne loty rozpoznawcze i nękające w kierunku Mołodeczna. W tym czasie, 15 maja utworzono Front Litewsko-Białoruski (dowódca  gen. Stanisław Szeptycki) w skład którego włączono grupę

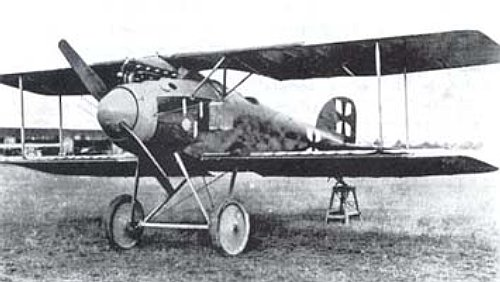
Albatros D.II - samolot grupy

8 sierpnia 1919 roku Polacy zajęli Mińsk. 4 eskadrę przebazowano wówczas bliżej linii frontu, na lotnisko polowe położone w majątku Wańkowiczów, w rejonie Mińska. 20 września 1919 I Grupa z dowództwem w Mińsku Litewskim składała się z:
- 4 eskadra lotnicza
- 8 eskadra lotnicza
- 1 Wielkopolska eskadra polna
- 2 Wielkopolska eskadra lotnicza
- 582 eskadra Salmsonów

W lutym 1920 roku dowódcą grupy był mjr pil. Waldemar Narkiewicz

## I dywizjon lotniczy
Reorganizacja lotnictwa bojowego wiosną 1920 przemianowała grupy lotnicze na dywizjony oraz zniosła numerację odrębną eskadr wielkopolskich i francuskich. Wszystkie istniejące w kraju eskadry otrzymały numerację porządkową od 1 do 21 (bez 20). 
W kwietniu 1920 roku przeorganizowana w I dywizjon lotniczy.
Dywizjon stacjonował wtedy w Wilnie a w jego skład weszły: 1., 4. i 8. eskadry wywiadowcze.
W czerwcu 1920 roku składał się jedynie z 8 eskadry wywiadowczej, bowiem 1 eskadra działała z IV dywizjonem. Operował wówczas na froncie na północ od Połocka. Dowódcą był mjr pil. Aleksander Serednicki
W maju 1921 roku I dywizjon wywiadowczy składający się z 12. i 16. eskadry wszedł w skład 1 pułku lotniczego w Warszawie.